# CCP Games
CCP hf ou CCP Games (Crowd Control Productions) é uma empresa islandesa que desenvolve e publica jogos de computadores.

## Produtos
A CCP gere atualmente três jogos, estando a a desenvolver mais dois: o MMORPG de ficção científica Eve Online, o MMOFPS Dust 514, e o shooter em realidade virtual Gunjack.

### Jogos

#### Eve Online
EVE Online foi o primeiro jogo da CCP, Publicado originalmente por Simon & Schuster, Inc. em Maio de 2003. Mais tarde readquiriram os direitos de publicação do Eve Online e continua a sua gestão até hoje.O jogo em Eve Online consiste principalmente em decisões e escolhas pelos jogadores, e disponibiliza uma ampla game de atividades, tais como mineração, exploração, indústria  e pirataria. Uma componente fundamental do design é que os jogadores podem realizar acções que seria consideradas ilegais, tais como defraudar outros jogadores a troco de benefícios dentro do jogo.